# Первушин, Алексей Станиславович
Алексей Станиславович Первушин (род. 22 марта 1979, Омск) — российский хоккеист, защитник; тренер.

## Биография
Воспитанник омского хоккея. Играл за команды низших лиг «Янтарь» Северск (1995/96), «Надежда» Челябинск (1995/96), «Авангард-2» / «Авангард-ВДВ» Омск (1995/96 — 1998/99, 2002/03), «Мостовик» Курган (1999/2000, 2001/02), «Динамо-Энергия-2» Екатеринбург (2000/01). В сезоне 2000/01 также провёл 10 матчей за команду Суперлиги «Динамо-Энергия».
Окончил сибирскую государственную академию физической культуры по специальности «преподаватель физической культуры. Тренер по хоккею».
Тренер в ХК «Авангард» команд 1991-го, 1995-го, 2000-го и 2006-го годов рождения (2002—2011). Тренер ХК «Серебряные львы» Санкт-Петербурге (2011/12). Начальник команды «Омские ястребы» (МХЛ, 2012—2013). Старший тренер команды МХЛ «Беркуты Кубани» (2013—2015). Тренер команды НМХЛ «Северские волки» (Северская, 2015—2017). После распада клуба вернулся в Омск, работал тренером «Омских Ястребов» (2017—2019). В плей-офф сезона 2018/19 КХЛ входил в тренерский штаб Боба Хартли («Авангард»). Помощник главного тренера в команде ВХЛ «Ижсталь» (2019—2020). Тренер в Академии хоккея имени Михайлова (2020—2021), главный тренер команды МХЛ «Академия Михайлова» (23 октября — 5 декабря 2020).
В 2021 году вернулся в Северскую, главный тренер юношеских команд «Армада» (2021—2022), «Гвардия» (2022—2024). С сезона 2024/25 — генеральный менеджер и главный тренер команды НМХЛ «Гвардия» Северская.
Среди воспитанников — Сергей Калинин, Олег Шилин, Эдуард Рейзвих, Дмитрий Мальцев, Станислав Калашников, Никита Пивцакин, Семен Асташевский, Дмитрий Завгородний, Герман Шапорев.